# Езеро (село)
Èзеро е село в югоизточната част на България, община Нова Загора, област Сливен. 
Археологическата култура Езеро, съществувала в България през III хилядолетие пр.н.е., е кръстена на селото.

## География
Село Езеро се намира на около 35 km югозападно от областния център град Сливен, около 3 km южно от общинския център град Нова Загора и около 20 km север-североизточно от град Раднево. Разположено е в Старозагорското поле на Горнотракийската низина, северозападно от Светиилийските възвишения, откъм левия (източния) бряг на река Блатница (до 1942 г. с име Азмака), върху равнинен терен. Надморската височина в центъра на селото е около 130 m. Климатът е преходно-континентален; почвите в землището са преобладаващо наносни и наносни карбонатни.
В западния край на селото минава третокласният републикански път III-554, който на север води до град Нова Загора, а на около 2,5 km на юг прави връзка с автомагистрала „Тракия“ и продължава през селата Дядово, Богданово и Любенова махала и градовете Раднево, Гълъбово и Симеоновград до връзки с автомагистрала „Марица“ и първокласния републикански път I-8.
Землището на село Езеро граничи със землищата на: град Нова Загора на север; село Полско Пъдарево на североизток и изток; село Радево на югоизток; село Дядово на юг; село Стоил войвода на запад.
В землището на Езеро югоизточно от селото има два микроязовира (поземлени имоти с кадастрални идентификатори 27111.44.96 и 27111.48.108; по данни към 14 август 2023 г.).
Населението на село Езеро, наброявало 818 души при преброяването към 1934 г. и 828 към 1946 г., намалява до 378 (по служебен документ на НСИ от 2021-12-31) към 2021 г.
При преброяването на населението към 1 февруари 2011 г., от обща численост 424 лица, за 317 лица е посочена принадлежност към „българска“ етническа група, за 4 – към „турска“, за 3 – към „ромска“, за 4 – към „други“ и за 96 – „не отговорили“.
На югоизток от Езеро, в северозападната част на Светиилийските възвишения, има кариера за добив на доломит, намираща се в неговото и на село Дядово землища (поземлени имоти с кадастрални идентификатори 27111.35.380, 27111.106.382, 27111.106.381, 27111.106.384 и други в съседство или близост с посочените; по данни към 14 август 2023 г.).

## История
Селото възниква по времето на Второто българско царство. Споменава се в османотурски данъчен регистър от 1472 г. под името Юрлемиш. След Руско-турската война (1877 – 1878 г.) по Берлинския договор 1878 г. селото – и тогава с име Юрлемиш – остава в Източна Румелия; присъединено е към България след Съединението 1885 г. Село Юрлемиш е преименувано на Крумово през 1906 г. и на Езеро – през 1951 г.
Първото училище в селото е открито през 1876 г. Сведенията за историята на училището са оскъдни. В Държавния архив – Сливен се съхранява главната книга на училището от периода 1891 – 1896 г., както и годишни отчети, доклади, сведения и други от различни периоди на съществуването му. Под името Начално училище „Христо Смирненски“ то вероятно е закрито през 1970 г., докогато датират последните му архивни документи.
Читалище „Просвета“ е основано през 1923 г.
Кредитна кооперация „Плуг“ в село Крумово (Езеро) е основана през август 1928 г. Целта и задачите на кооперацията са да кредитира членовете си за стопанските им нужди, да развие и засили спестовността между тях, да организира за сметка на членовете и за своя сметка доставка на стоки и стопански потреби и продажба на стоки на населението. От 1948 до 1952 г. наименованието е Всестранна кооперация и при ликвидирането ѝ през 1953 г. – Потребителна кооперация. През периода 1948 – 1950 г. в кооперацията е открито банково представителство. По нареждане на Районния кооперативен съюз – Нова Загора е извършено уедряване от май 1953 г. и кооперацията е включена към Градската потребителна кооперация „Наркооп“ – Нова Загора, а от 30 декември 1959 г., съгласно извършената административна реорганизация в страната, кооперацията преминава към Потребителната кооперация в село Стоил войвода.
Създаденият от 1949 г. трудово земеделско производителен отдел към Всестранната кооперация в Крумово (Езеро) се отделя като самостоятелна единица и приема наименованието Трудово кооперативно земеделско стопанство (ТКЗС) „Трудолюбие“. В началото на 1959 г. става обединяването на трите стопанства от селата Стоил войвода, Дядово и Езеро в едно Обединено ТКЗС (ОТКЗС) „Петко Енев“ със седалище в село Стоил войвода. След редица организационни промени в следващите години, през 1995 г. по разпоредби в ЗСПЗЗ дейността на ликвидационните съвети е прекратена и – в качеството на ТКЗС „Трудолюбие“ в ликвидация, стопанството е заличено в регистъра на окръжния съд.

## Обществени институции
Село Езеро към 2023 г. е център на кметство Езеро.
В село Езеро към 2023 г. има:
- действащо читалище „Просвета – 1923 г.“;[15][16]
- православна църква „Света Богородица“;[17]
- пощенска станция.[18]

## Икономика
В селото е разположена птицеферма на групата „Градус“.

## Културни и природни забележителности
Селищната могила при село Езеро (Дипсизка могила) е разположена на север-североизток от селото, на около 1,2 – 1,3 km от центъра му и на около 2,5 km юг-югоизточно от центъра на град Нова Загора. Разкопана и проучена е през 1952 – 1958 г. и 1961 – 1971 г. Дебелината на културния ѝ пласт е около 11 m; диаметрите в основата ѝ са 200 m и 145 m. Обитавана е през неолита, халколита и бронзовата епоха. Открити са и останки от късноримска крепост и средновековно българско селище от XII – XIV век. Последователно наслоени са 13 селища от бронзовата епоха в културен пласт с дебелина около 4 m. Разкрити са основи на жилища, оръдия на труда от камък, кремък, кост, рог на елен, мед и бронз и огромно количество керамика. Находките се съхраняват в Националния археологически институт с музей в София и в Историческия музей в Нова Загора.

## Редовни събития
- Ежегоден селски събор на 28 август, който протича с изпълнение на песни от пенсионерски клуб „Вечна младост село Езеро“, както и пенсионерските клубове от други села, и на рецитали по случай празника, след което се дава възможност на млади и не толкова млади жители и гости на селото да покажат възможностите си да играят хоро на площада пред читалището.
- Обичай, свързан със зарязването на лозята – „Трифон Зарезан“, който се извършва на 14 февруари всяка година в района на лозовия масив на селото.
- Хвърлянето на бутурници[20][21], наречени за здраве запалени от голям огън, събитие, състоящо се на Сирни Заговезни, събиращо млади и стари.